# Conrad von Ahlefeldt
Conrad Graf von Ahlefeldt (* 1705; † 16. März 1786) war Graf und Herr auf Gut Eschelsmark und Träger des Danebrog-Ordens.

## Leben
Conrad Graf von Ahlefeldt war Herr auf Gut Eschelsmark, Königlich Dänischer Generalleutnant, Kammerherr und Ritter vom Danebrog-Ordens. Er heiratete am 3. Dezember 1734 Heilwig (Hedwig) von Ahlefeldt (1710–1778), die zweite Tochter des Jürgen von Ahlefeldt auf Damp. Er starb mit 81 Jahren an einem unbekannten Ort, seine Ehe blieb kinderlos.